# Герб Горлівки
Герб Горлівки — офіційний символ міста Горлівки Донецької області.
Затверджений рішенням міської ради від 21 грудня 2007 року.
Автор - Леонід Толстов.

## Опис
"Щит скошений вузьким срібним перев'язом обтяженим чорними прямокутниками. У першому зеленому полі срібна горлиця, що летить. Нижня частина також скошена на червоне та чорне поля. На червоному полі три срібні чотирикінцеві зірки з V-подібними вирізами. На чорному полі срібні молотки у косий хрест."
Щит праворуч і ліворуч обрамлений гілками акації, перевитими срібною стрічкою. Ліворуч від щита зображення шахтаря з відбійним молотком у лівій руці, праворуч — зображення архангела Михаїла зі списом. Внизу на стрічці напис червоними літерами «Горлівка», над стрічкою — червона гвоздика — символ революційного минулого міста, під стрічкою зображення п'яти дубових листків.

## Значення символів
Зелений колір щита - символ надії, радості, достатку.
Червоний колір - символ хоробрості, мужності, багатого революційного минулого.
Чорний – символ вугільних багатств, з розробки яких (золоті молотки на гербі – емблема вугільної промисловості) та будівництва залізниць (на гербі – чорно-білий нитяний перев'яз) бере початок місто.
Срібна горлиця - птах тутешніх місць, що робить герб промовистим.
Три срібні зірки символізують три райони, на які ділиться місто.
Правий щитотримач - Архангел Михаїл, що вважається покровителем східних земель. Лівий щитотримач - шахтар у робі та з відбійним молотком у лівій руці, пік відбійного молотка впирається в землю.
Щит увінчаний срібною мурованою короною. Вся композиція прикрашена срібними в комбінації з червоними елементами, що нагадують кування, а також орнаментами зелених гілок і листя."

## Історія

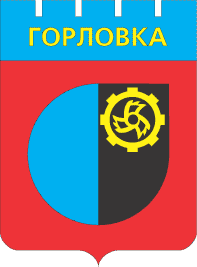
Радянський герб Горлівки

### Радянський період
Герб був затверджений 16 листопада 1988 року рішенням №299 виконавчого комітету міської ради. 
Автор герба - Костянтин Михайлович Царенко: 
"У червоному полі з лазуровою зубчастою главою — розтята лазуровим і чорним реторта. У лівій стороні реторти — золота фреза і шестерня гірничого комбайна. Глава обтяжена золотою назвою міста російською мовою."
Стилізована блакитна реторта символізує розвинену хімічну промисловість міста. У лівій стороні реторти показаний вугільний пласт чорного кольору, на фоні якого зображена фреза та шестерня гірського комбайна золотистого кольору, що говорить про основну галузь промисловості міста – вугільну та вугільне машинобудування. У верхній частині щита, виконаної у формі зубців фортечної стіни, на блакитному тлі золотистим шрифтом дано назву міста «ГОРЛІВКА». Кольори блакитного та червоного фону відповідають кольору Державного прапора УРСР.

### Незалежна Україна

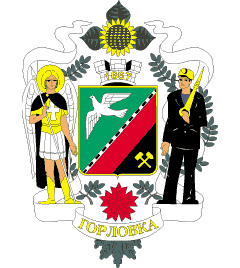
Герб Горлівки 1999 року

Новий герб Горлівки затверджено рішенням №1108 сесії міської ради від 27 серпня 1999 року. Автор герба – Леонід Толстов.
"У центрі зображено триколірний щит зеленого, червоного та чорного кольорів у співвідношенні 2:1:1. Перша - зелена частина - містить зображення срібної горлиці, що летить. Перше та друге поле розділені срібно-чорними нитками лівої перев'язі. У третьому – чорному полі – схрещені срібні молотки. Над щитом міська корона із трьома зубцями. На короні дата заснування міста "1779". Над короною суцвіття соняшнику з трьома листками. Щит ліворуч і праворуч обрамлений гілками акації, обвитими срібною стрічкою. Зліва від щита зображено шахтаря з відбійним молотком у лівій руці, праворуч - архангел Михаїл зі списом у правій руці. Внизу на стрічці назва міста. Над стрічкою – червона гвоздика – символ революційного минулого міста. Під стрічкою п'ять спадаючих дубових листків."
Цей проєкт складався на французькому щиті, але у 2007 році щит було змінено на більш прийнятний для української геральдичної системи - іспанський.